# ریموند ویچ
ریموند هربرت ویچ (به انگلیسی: Raymond Herbert Witch) (زاده ۶ اکتبر ۱۹۲۷- درگذشته ۱۰ دسامبر ۲۰۰۹) بازیگر انگلیسی تئاتر، سینما و تلویزیون بود.

## فیلم‌شناسی
| سال  | عنوان                      | نقش           | توضیحات        |
| ---- | -------------------------- | ------------- | -------------- |
| ۱۳۶۷ | فرار بزرگ ۲: داستان ناگفته | خدمتکار چرچیل | فیلم تلویزیونی |